# 羅睺寺
羅睺寺（らこうじ）は、中華人民共和国山西省忻州市五台県五台山にある仏教寺院。

## 歴史
羅睺寺は、唐代の創建で、当時は善住閣院と称した。明の弘治5年（1492年）は寺院を再建した。万暦年間（1573年 - 1620年7月）、万暦帝の妃の李敬妃は金を寄付して寺を再建する。清の康熙44年（1705年）、チベット仏教に改宗する。乾隆57年（1792年）は寺院を重修した。
1983年、中華人民共和国国務院は仏寺を漢族地区仏教全国重点寺院に認定した。2013年3月、中華人民共和国国務院は仏寺を全国重点文物保護単位に認定した。

## 伽藍
天王殿、大雄宝殿、文殊殿、本尊殿、大仏殿、蔵経閣、禅房、配殿、廊房

## ギャラリー
- 白塔
- 石獅子
- 文殊菩薩
- 天王殿
- 大雄宝殿
- 本尊殿